# Mazzita-Na
La mazzita-Na és un mineral de la classe dels silicats, que pertany al grup de les zeolites. Rep el nom per la seva relació amb la mazzita-Mg, amb un sufix que indica més incorporació de sodi que de magnesi.

## Característiques
La mazzita-Na és un silicat de fórmula química Na₈[Al₄Si14O36]₂·30H₂O. Va ser aprovada com a espècie vàlida per l'Associació Mineralògica Internacional l'any 2003, sent publicada per primera vegada el 2005. Cristal·litza en el sistema hexagonal.
Segons la classificació de Nickel-Strunz, la mazzita-Na pertany a «09.GC: Tectosilicats amb H₂O zeolítica, cadenes de connexions dobles de 4-enllaços» juntament amb els següents minerals: amicita, garronita-Ca, gismondina-Ca, gobbinsita, harmotoma, phil·lipsita-Ca, phil·lipsita-K, phil·lipsita-Na, flörkeïta, merlinoïta, mazzita-Mg, perlialita, boggsita, paulingita-Ca i paulingita-K.

## Formació i jaciments
Va ser descoberta a la mina U.S. Borax, situada al dipòsit de borats de Kramer, a la localitat de Boron, dins el comtat de Kern (Califòrnia, Estats Units). També ha estat descrita a la pedrera Poudrette, situada al mont Saint-Hilaire, dins el municipi regional de comtat de La Vallée-du-Richelieu, a Montérégie (Quebec, Canadà). Aquests dos indrets són els únics de tot el planeta on ha estat descrita aquesta espècie mineral.